# Adam Philippe de Custine
Adam Philippe de Custine (Metz, 4 de febrero de 1740 - París, 28 de agosto de 1793) fue un general francés.

## Biografía

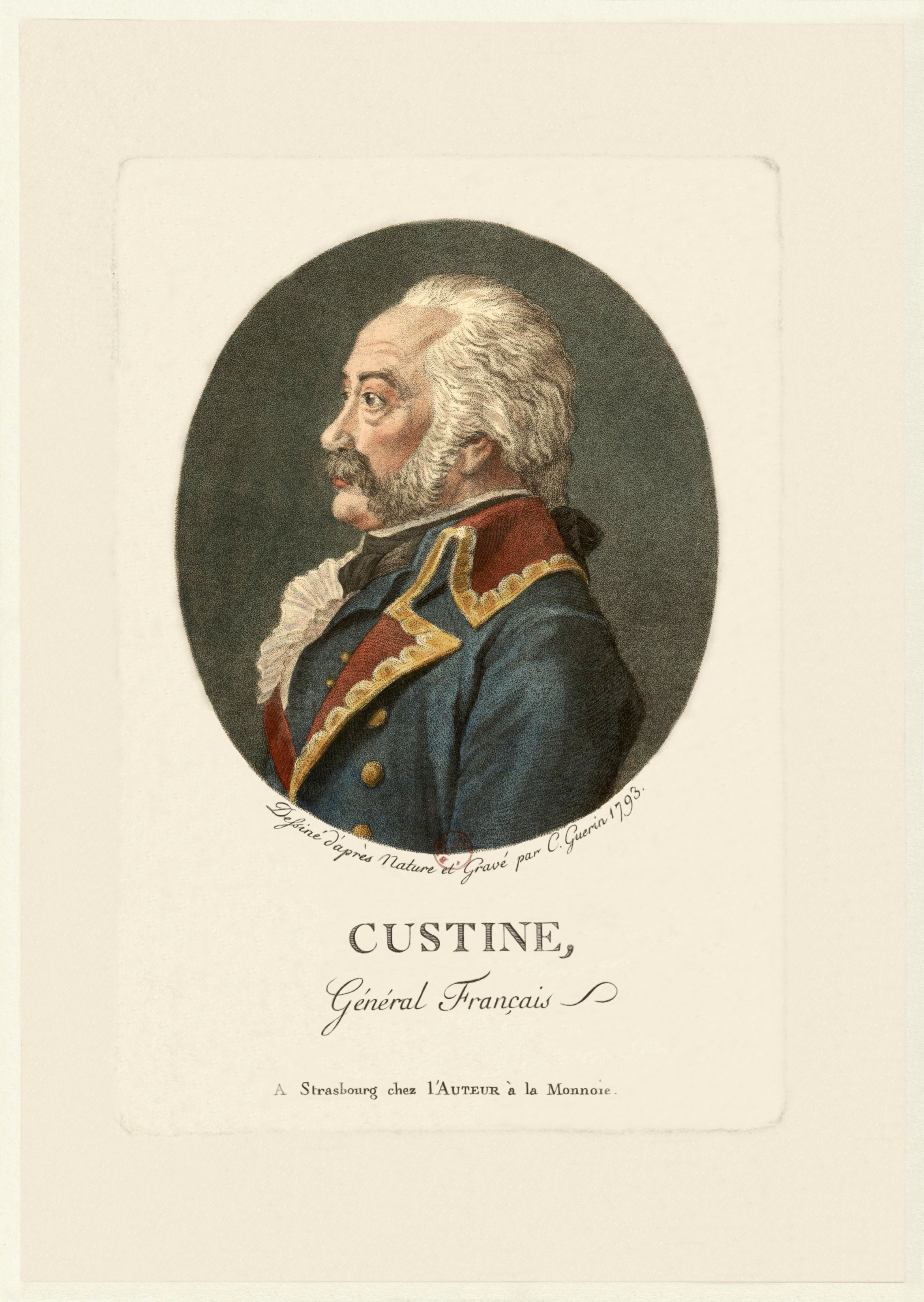
Custine, 1793

Sirvió por primera vez en la Guerra de los Siete Años y en la Guerra de Independencia de los Estados Unidos. En diciembre de 1781 fue nombrado Mariscal de campo. Más tarde formó parte de los Estados Generales de Francia, donde representó a la nobleza de Metz. En octubre de 1791 volvió al ejército como teniente general. Aunque aplicaba la disciplina con rigor, se hizo popular entre los soldados, que le llamaban général moustache. Como general al mando del ejército de los Vosgos, tomó las plazas de Espira, Worms, Maguncia y Fráncfort del Meno.
En 1793 pasó a comandar los ejércitos del Norte y de las Ardenas. Durante el invierno un ejército prusiano le obligó a evacuar Fráncfort del Meno, cruzar de vuelta el Rin y retirarse hasta Landau. Por este fracaso fue acusado de traición. Le defendió Robespierre y volvió a ser destinado al ejército del Norte. A su vuelta no realizó ofensiva alguna ni hizo nada por salvar Condé, que los austríacos habían sitiado. Se le reclamó en París para que se justificase, donde fue hallado culpable por el Tribunal Revolucionario de haber conspirado con enemigos de la República. Murió en la guillotina el 28 de agosto de 1793.
Su hijo también fue guillotinado por tratar de defenderle. Su nuera y su nieto, el que más adelante sería Marqués de Custine, estuvieron a punto de correr la misma suerte, pero sobrevivieron.